# Pentoniscus pruinosus
Pentoniscus pruinosus är en kräftdjursart som beskrevs av Richardson1913. Pentoniscus pruinosus ingår i släktet Pentoniscus och familjen Philosciidae. Inga underarter finns listade i Catalogue of Life.